# Гугујанка (Валча)
Гугујанка (рум. Guguianca) насеље је у Румунији у округу Валча у општини Јонешти. Oпштина се налази на надморској висини од 278 m.

## Становништво
Према подацима из 2002. године у насељу је живело 112 становника, од којих су сви румунске националности.